# Robot (фотоаппарат)
Robot — семейство шкальных фотоаппаратов с пружинным приводом взвода затвора и протяжки плёнки, производившееся немецкой компанией Robot Star с 1934 до 1996 года. Камеры были рассчитаны на 35-мм перфорированную фотоплёнку, давая квадратный кадр размером 24×24 мм. Реже встречаются полуформатные и малоформатные модели с кадром 18×24 и 24×36 мм соответственно, а часть продукции рассчитана на нестандартные форматы 6×24, 12×24 и 16×16 мм. 

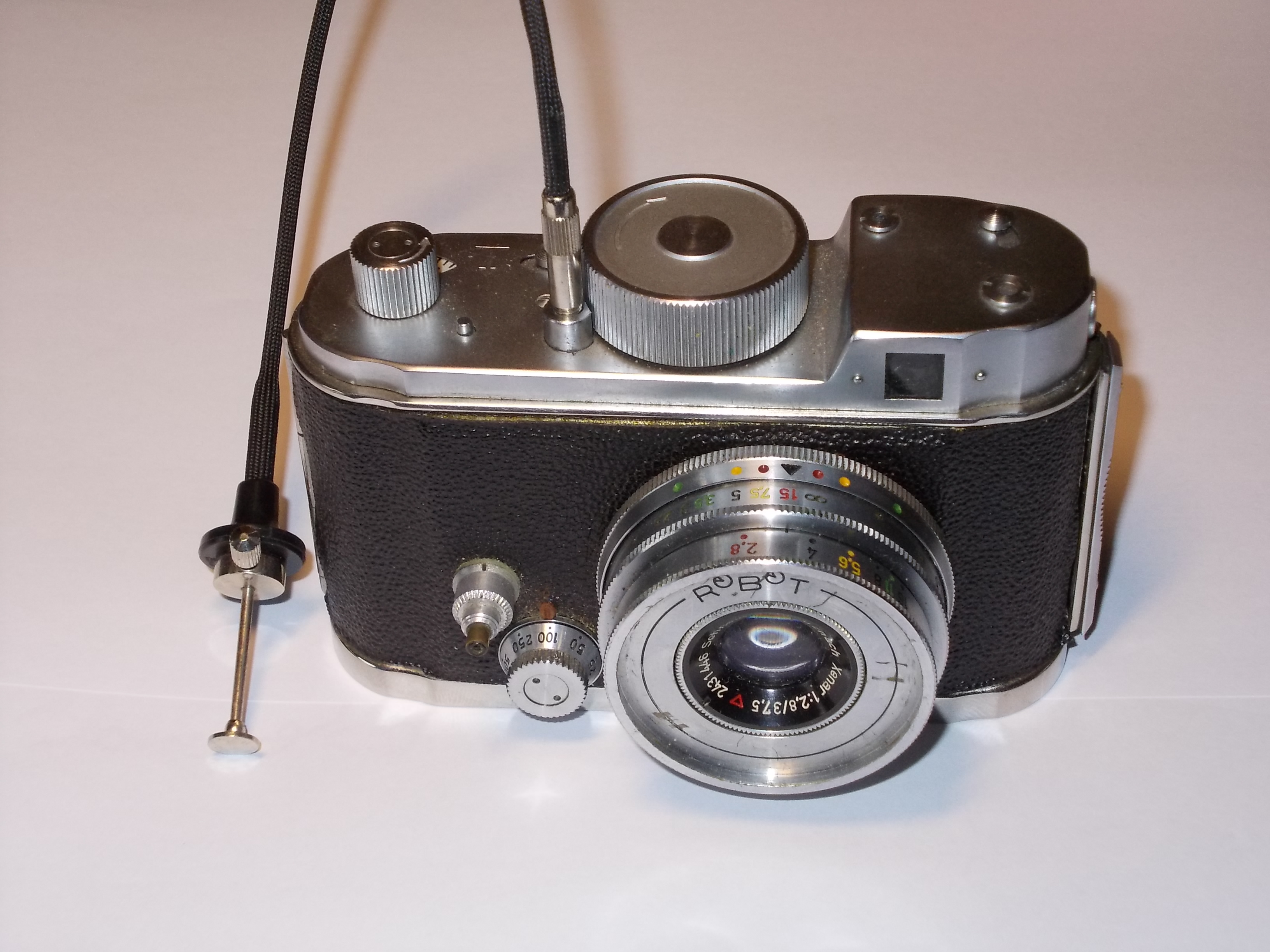
Фотоаппарат «Robot II»

Камеры «Robot» считаются первыми в мире фотоаппаратами общего назначения, не требующими ручных взвода затвора и перемотки плёнки. Благодаря этой особенности они оказались пригодными для использования в прикладных отраслях, таких как аэрофотосъёмка и съёмка скрытой камерой, оставаясь вне конкуренции несколько десятилетий. Отдельные экземпляры фотоаппарата входили в оснащение некоторых подразделений МГБ СССР.

## Технические особенности
Своим появлением камера обязана немецкому часовщику Хайнцу Килфиту, разработавшему в 1930 году «киноплёночный» фотоаппарат с кадром 24×24 мм. По сравнению с обычным малоформатным кадром 24×36 мм, такой позволял увеличить ёмкость кассеты с 36 до 50 кадров. Получив отказ у компаний Eastman Kodak и Agfa, Килфит продал своё изобретение Хансу Бернингу, который уже в 1934 году наладил серийный выпуск. Первые фотоаппараты «Robot I» содержали в корпусе из нержавеющей стали пружинный привод, способный протягивать плёнку с частотой до 4 кадров в секунду, и дисковый обтюраторный затвор, отрабатывавший выдержки от 1 до 1/500 секунды. Одного завода пружины производства часовой фирмы Baeuerle & Söhne хватало на протяжку 24 кадров плёнки.
Дальномер и другие фокусировочные устройства не предусматривались конструкцией, поскольку штатные короткофокусные объективы Zeiss Tessar, которыми комплектовались первые камеры, допускали наводку по шкале расстояний, благодаря большой глубине резкости. На модель «Robot II» могли устанавливаться сменные объективы с фокусным расстоянием до 75 мм. Для специальных фоторабот по архитектурной и ландшафтной съёмке выпускались объективы «Tele Xenar» с фокусным расстоянием до 240 мм. Кадрирование при съёмке штатным объективом производилось с помощью простейшего телескопического видоискателя, а сменная оптика комплектовалась насадками на визир. Последний обладал поворотной конструкцией, допускающей как прямое визирование, так и наблюдение сбоку под углом 90° с помощью встроенного зеркала. Всеобщего стандарта кассет типа-135 в тот момент ещё не существовало, поэтому фотоаппараты «Robot» были рассчитаны на кассеты типа «К» оригинальной конструкции. После Второй мировой войны налажен выпуск более совершенных камер «Robot IIa» и «Robot Star 50». Кроме того серийно выпускались фотоаппараты, специально предназначенные для камуфлирования и ведения скрытной съёмки.

## Советская копия
По заказу КГБ СССР на ленинградском объединении ГОМЗ в 1949 году выпускались советские копии фотоаппаратов Robot. Известны как минимум, несколько экземпляров почти точных копий Robot II, выпущенных в Ленинграде.